# هاروکا ناکانیشی
هاروکا ناکانیشی (انگلیسی: Haruka Nakanishi؛ زادهٔ ۳ سپتامبر ۱۹۷۷) [[صداپیشگی در ژاپن]|صداپیشه] اهل ژاپن است.